# Sociedade de Geografia de Paris
A Sociedade de Geografia de Paris (em francês:  Société de géographie de Paris), é uma sociedade científica francesa situada em Paris, França.

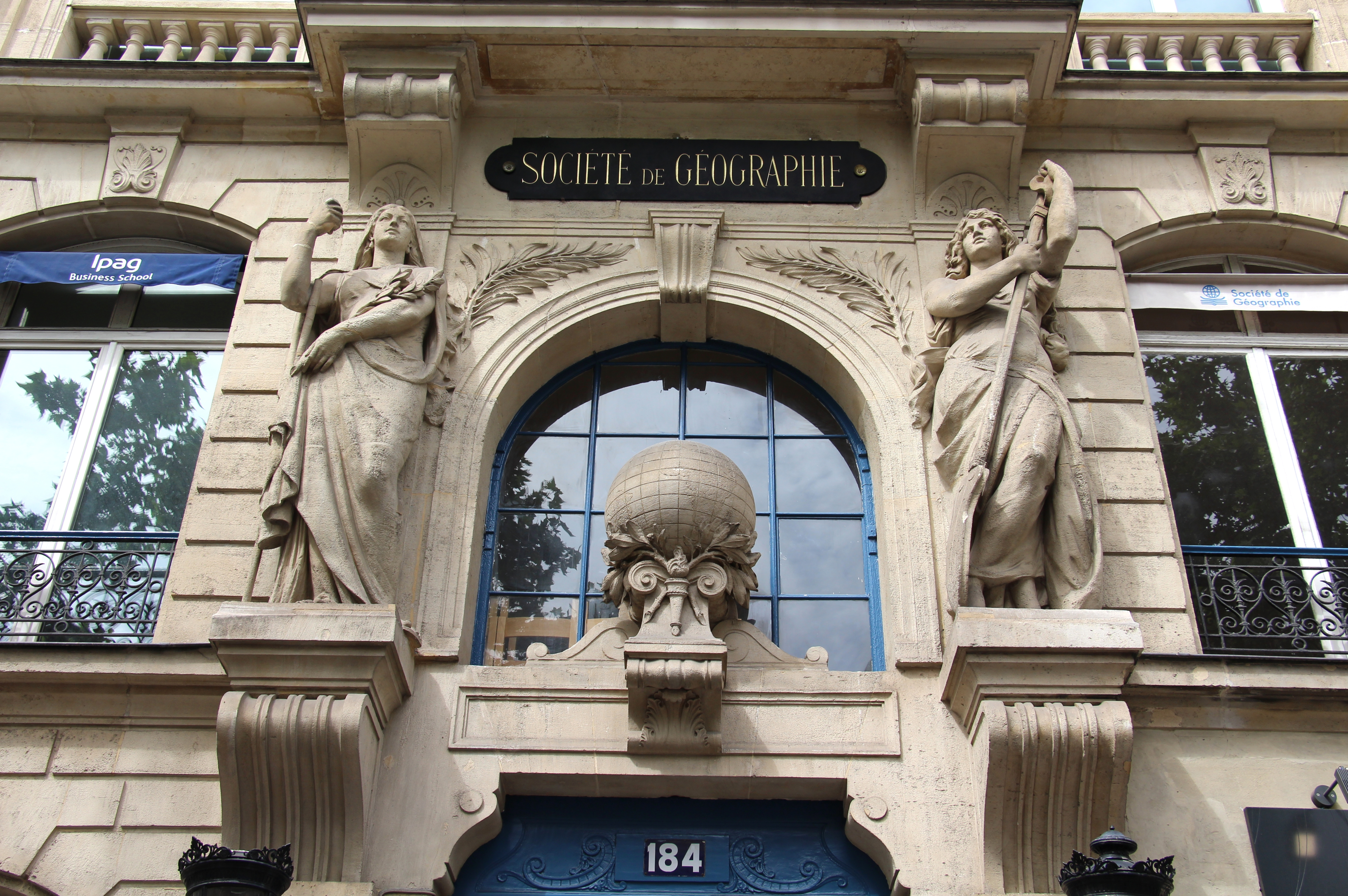
Sede da instituição.

A sua criação estava prevista em 1785 por Jean-Nicolas Buache. A 19 de julho de 1821 ocorreu uma reunião preparatória entre os estudiosos que desejavam formar uma sociedade. Foi fundada a 15 de dezembro de 1821 no paço municipal de Paris, o geógrafo Jean-Denis Barbié du Bocage, membro do instituto e reitor da Faculdade de Letras de Paris, presidiu a sessão. Participaram da criação duzentas e vinte e sete personalidades, incluindo os maiores estudiosos da época, como Jean-François Champollion, Georges Cuvier, Jules Dumont d'Urville, Alexander von Humboldt, Pierre-Simon Laplace e Gaspard Monge. Entre os membros encontravam-se Jean-Baptiste Charcot, Anatole France, Hubert Lyautey, Alberto I, Príncipe do Mónaco, Élisée Reclus e Júlio Verne. Reconhecida como entidade de utilidade pública desde 1827, é considerada a sociedade de geografia mais antiga do mundo. É nesta qualidade que o seu presidente falou pela primeira vez nas reuniões internacionais de sociedades geográficas.
A sociedade patrocina trabalhos geográficos, incluindo expedições, e contribui para a influência da geografia francesa. A Sociedade de Geografia Comercial foi emanada da Sociedade de Geografia de Paris.

## Presidentes
| Ano  | Presidentes                                                           |
| ---- | --------------------------------------------------------------------- |
| 1822 | Marquês Pierre-Simon Laplace (1749-1827)                              |
| 1823 | Marquês Emmanuel de Pastoret (1755-1840)                              |
| 1824 | Visconde François-René de Chateaubriand (1768-1848)                   |
| 1825 | Gilbert Joseph Gaspard de Chabrol de Volvic (1773-1843)               |
| 1826 | Louis Becquey (1760-1849)                                             |
| 1827 | Conde Christophe Chabrol de Crouzol (1771-1836)                       |
| 1828 | Barão Georges Cuvier (1769-1832)                                      |
| 1829 | Jean-Guillaume Hyde de Neuville (1776-1857)                           |
| 1830 | Duque Ambroise-Polycarpe de La Rochefoucauld (1765-1817)              |
| 1831 | Antoine Maurice Apollinaire d'Argout (1782-1858)                      |
| 1832 | Almirante e conde Henri de Rigny (1782-1835)                          |
| 1833 | Élie-Louis, Duque Decazes (1788-1860)                                 |
| 1834 | Conde Camille de Montalivet (1801-1880)                               |
| 1835 | Barão Prosper de Barante (1782-1866)                                  |
| 1836 | Tenente-general, barão Jean-Jacques Germain Pelet-Clozeau (1777-1858) |
| 1837 | François Guizot (1787-1874)                                           |
| 1838 | Conde Narcisse-Achille de Salvandy (1795-1856)                        |
| 1839 | Barão Jean Tupinier (1779-1850)                                       |
| 1840 | Conde Hippolyte François Jaubert (1798-1874)                          |
| 1841 | Abel-François Villemain (1790-1867)                                   |
| 1842 | Laurent Cunin-Gridaine (1778-1859)                                    |
| 1843 | Almirante e barão Albin Roussin (1781-1854)                           |
| 1844 | Vice-almirante e barão Ange-René-Armand de Mackau (1788-1855)         |
| 1845 | Barão Alexander von Humboldt (1769-1859)                              |
| 1846 | Barão Charles Athanase Walckenaer (1771-1852)                         |
| 1847 | Louis Mathieu, Conde Molé (1781-1855)                                 |
| 1848 | Edme François Jomard (1777-1862)                                      |
| 1849 | Jean-Baptiste Dumas (1800-1884)                                       |
| 1851 | Contra-almirante Pierre-L.-A. Mathieu                                 |
| 1853 | Vice-almirante (1853) C. Laplace (1793-1875)                          |
| 1854 | Hippolyte Fortoul (1811-1856)                                         |
| 1855 | Noël Jacques Lefebvre-Duruflé (1792-1877)                             |
| 1856 | Joseph-Daniel Guigniaut (1794-1876)                                   |
| 1857 | Pierre Daussy (1792-1860)                                             |
| 1858 | General Eugène Daumas (1803-1871)                                     |
| 1859 | Léonce Élie de Beaumont (1798-1874)                                   |
| 1860 | Gustave Rouland (1806-1878)                                           |
| 1861 | Almirante Joseph Romain-Desfossés (1798-1864)                         |
| 1862 | Conde Victor de Persigny (1808-1872)                                  |
| 1863 | Conde Alexandre Florian Joseph Colonna Walewski (1810-1868)           |
| 1864 | Marquês Prosper de Chasseloup-Laubat (1805-1873)                      |
| 1873 | Vice-almirante Camille Clément de La Roncière-Le Noury (1816-1881)    |
| 1881 | Ferdinand de Lesseps (1805-1894)                                      |
| 1890 | Jean Louis Armand de Quatrefages de Bréau (1810-1892)                 |
| 1892 | Antoine Thomson d'Abbadie (1810-1897)                                 |
| 1893 | Gabriel Auguste Daubrée (1814-1896)                                   |
| 1894 | Auguste Himly (1823-1906)                                             |
| 1895 | Jules Janssen (1824-1907)                                             |
| 1896 | Jean Jacques Anatole Bouquet de La Grye (1827-1909)                   |
| 1897 | Alphonse Milne-Edwards (1835-1900)                                    |
| 1901 | Alfred Grandidier (1836-1921)                                         |
| 1906 | Charles Marie Le Myre de Vilers (1833-1918)                           |
| 1909 | Ernest-Théodore Hamy (1842-1908)                                      |
| 1910 | Príncipe Roland Napoléon Bonaparte (1858-1924)                        |
| 1925 | Henri Cordier (1849-1925)                                             |
| 1926 | Ernest Roume (1858-1941)                                              |
| 1928 | Édouard-Alfred Martel (1859-1938)                                     |
| 1931 | Marechal Louis Félix Marie François Franchet d’Esperey (1856-1942)    |
| 1939 | General Georges Perrier (1872-1946)                                   |
| 1947 | Emmanuel de Martonne (1873-1955)                                      |
| 1953 | Robert Perret                                                         |
| 1960 | Engenheiro-geral Louis Hurault                                        |
| 1965 | Jean Despois                                                          |
| 1975 | Aimé Perpillou                                                        |
| 1976 | Roger Blais                                                           |
| 1983 | Jacqueline Beaujeu-Garnier                                            |
| 1995 | Jean Bastié                                                           |
| 2009 | Jean-Robert Pitte                                                     |